# スタージョン (潜水艦)
スタージョン (USS Sturgeon, SS-187) は、アメリカ海軍の潜水艦。サーモン級潜水艦の一隻。艦名はチョウザメに因んで命名された。その名を持つ艦としてはE級潜水艦2番艦E-2 (SS-25)の予定艦名以来2隻目。なお、退役から22年後にスタージョン級原子力潜水艦1番艦として3代目スタージョン (SSN-637)が就役している。

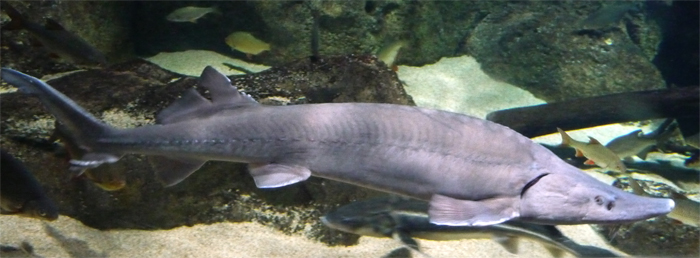
シベリアチョウザメ（Siberian sturgeon）

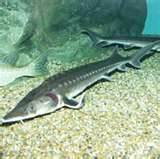
アムールチョウザメ（Japanese sturgeon）

## 艦歴
スタージョンは1936年10月27日にカリフォルニア州ヴァレーオのメア・アイランド海軍造船所で起工した。1938年3月15日にチャールズ・S・フリーマン夫人によって命名、進水し、1938年6月25日に艦長A・D・バーンズ少佐の指揮下就役する。
スタージョンはモンテレー湾で建造所公試を完了した。10月15日に整調巡航を開始、メキシコ、ホンジュラス、パナマ、ペルー、エクアドルおよびコスタリカの港を訪問し、1938年12月12日にカリフォルニア州サンディエゴに帰還した。スタージョンは第6潜水戦隊に配属され西海岸沿いに作戦活動に従事、その活動範囲は北はワシントン州まで及んだ。スタージョンは太平洋艦隊の戦隊と共にハワイへの巡航を1939年7月1日から8月16日までと、1940年4月1日から7月12日までの2度行った。1940年11月5日にサンディエゴを出航し、真珠湾で1941年11月まで作戦活動に従事した。
11月10日に真珠湾を出航したスタージョンはフィリピンに向かい、11月22日にマニラ湾に到着した。その後、スタージョンはアジア艦隊第2潜水戦隊第22分艦隊に配属された。12月7日に日本軍が真珠湾攻撃を行ったとき、スタージョンはウィリアム・L・ライト少佐（アナポリス1925年組）の指揮下、マリベレス湾に係留中であった。

### 第1の哨戒 1941年12月
12月8日、スタージョンは最初の哨戒で台湾および澎湖諸島方面に向かった。12月9日の午後に小型タンカーを観測するが、射程外であった。12月18日、スタージョンは5隻の商船および護衛の巡洋艦と数隻の駆逐艦からなる船団を発見する。巡洋艦の射程内で潜望鏡深度に浮上したが、250ヤード遠方の護衛艦により発見される。スタージョンは潜航したが65フィートまでしか深度を取れず、敵の爆雷攻撃で多数の電球が破裂したものの、深刻な損傷は負わなかった。スタージョンは無音で潜航し、敵の攻撃を回避した。12月21日の夜、スタージョンは大型貨物船と思われる船を観測する。後部魚雷発射管から放射状に魚雷を発射したものの、貨物船の速度は予想よりも速かったため全弾が外れた。12月25日、スタージョンは17日間の行動を終えてマリベレスに帰投した。

### 第2の哨戒 1941年12月 - 1942年3月
12月28日、スタージョンは2回目の哨戒でボルネオ島方面に向かった。タラカン島を経由し、マカッサル海峡方面で哨戒。1942年1月17日、スタージョンはスブツ島南西でタンカーを観測。これに攻撃を行うが3本の魚雷は全弾が外れ、タンカーは海域を脱出した。1月22日の夜、スタージョンは僚艦ピカーレル (USS Pickerel, SS-177) から大型船団がマカッサル海峡を航行しているとの警告を受ける。数分後にソナーが船の信号を観測した。スタージョンは潜航し大型船に対して4本の魚雷を発射、2つの爆発音を観測した。その後2隻の駆逐艦による2時間半の爆雷攻撃を受けたものの、損傷を負うことはなかった。1月26日、スタージョンはバリクパパン沖で輸送船および4隻の駆逐艦を観測。前部魚雷発射管から放射状に魚雷を発射し、輸送船が大爆発を起こしスクリューが停止した。戦後の記録では沈没したという事実は発見できなかったが、輸送船は損傷したものと考えられた。3日後、スタージョンはタンカーに対して2つの命中弾を与えた。2月8日の朝、スタージョンはマカッサルに向かう日本艦隊の航路上にいたことを確認した。潜航して数隻の駆逐艦および巡洋艦を回避、それらは頭上を通過したが、敵船団の動きをアジア艦隊潜水艦部隊司令に対して報告することは出来なかった。スタージョンは2日後に哨戒海域を離れ、オランダ領東インドのジャワに向かうよう指令を受けた。2月13日、スタージョンは46日間の行動を終えてスラバヤに帰投。しかし、日本軍部隊の接近によりスタージョンはチラチャップへ移動した。アジア艦隊潜水艦部隊のスタッフを乗艦させると、スタージョンはスティングレイ (USS Stingray, SS-186) と共に潜水母艦ホーランド (USS Holland, AS-3) および駆逐艦母艦ブラック・ホーク (USS Black Hawk, AD-9) の護衛として2月20日にオーストラリアのフリーマントルへ向けて出航。3月3日に到着し、3月15日まで整備を行った。

### 第3の哨戒 1942年3月 - 5月
3月15日、スタージョンは3回目の哨戒でマカッサル海峡方面に向かった。3月30日、スタージョンはマカッサル沖で海軍徴傭船朝晃丸（大洋興業、842トン）を撃沈する。4月3日、スタージョンは750トン程度の護衛艦に命中弾を与え、艦名不詳ながら敵艦を撃沈したものとして公式に記録した。続いて3本の魚雷を商船に向けて発射したが全弾が外れる。前部魚雷発射管には1発の魚雷が残っており、最後の1本を敵船に発射、前檣部に命中させる。最後に目撃した様子では、敵船は左舷に大きく傾いてセレベス島の海岸に向けて進んでいたように見えた。4月6日、スタージョンはタンカーに対して魚雷を発射したが、距離が非常に近かったため攻撃は失敗した。護衛艦による爆雷攻撃が行われたがそれらを回避しマカッサル海峡のマンダル岬沖の哨戒を続けた。4月22日にスタージョンは駆逐艦のサーチライトで照射され、潜航して2時間に及ぶ爆雷攻撃を回避した。4月28日、スタージョンはオーストラリアに向かった。しかしながら4月30日の夜に航海は中断され、何名かのイギリス空軍パイロットの救助に当たりチラチャップ湾入り口の島に上陸させた。チェスター・W・ニミッツ・ジュニア大尉（アナポリス1936年組）が指揮する上陸部隊は入江に入ってサーチライトで辺りを探索したが、荒れ果てた小屋しか見つからなかった。上陸部隊を収容したスタージョンはフリーマントルに針路を向けた。5月7日、スタージョンは53日間の行動を終えてフリーマントルに帰投。修理を行った。

### 第4の哨戒 1942年6月 - 7月
6月5日、スタージョンは4回目の哨戒でルソン島西方海域に向かった。6月25日の夜明け前に北緯15度47分 東経119度33分 / 北緯15.783度 東経119.550度の地点で9隻の輸送船団を観測し、最大の船に対して3本の魚雷を放射状に発射、爆発音を観測した。護衛艦から21発の爆雷攻撃を受け、いくつかの計器を破損したものの戦闘海域を離脱した。7月1日未明、スタージョンは北緯18度37分 東経119度29分 / 北緯18.617度 東経119.483度のルソン島ボヘヤドール岬西方海域で、ラバウルからオーストラリア軍捕虜および民間の被抑留者1,157名を乗せて三亜に向かっていた特設運送船もんてびでお丸（大阪商船、7,266トン）に向けて魚雷を発射。2本がもんてびでお丸の右舷に命中し、もんてびでお丸は10分前後で沈没した。アメリカ側がもんてびでお丸の輸送任務について判明したのは後のことであった。捕虜らは海に放り出された後、浮遊物につかまって「オールド・ラング・サイン」を歌いながら救助を待ち、生き残った捕虜は駆逐艦に救助されて日本に送られた。7月5日には北緯16度07分 東経119度13分 / 北緯16.117度 東経119.217度の地点でマニラから北に向かう船団を発見し攻撃、「4,000トン級タンカー」の撃破を報告した。アメリカ側の記録は、このタンカーを特設給油船さんぺどろ丸（三菱商事、7,268トン）とするが、日本側の記録では、さんぺどろ丸が攻撃された日は7月7日である。7月22日、スタージョンは47日間の行動を終えてフリーマントルに帰投。修理が行われた。スタージョンは修理後、ソロモン諸島の戦いに投入されることとなり、オールバニに寄港した後8月18日に出航。8月29日朝にブリスベンに到着した。艦長がハーマン・A・ピチェントコフスキ少佐（アナポリス1930年組）に代わった。

### 第5の哨戒 1942年9月 - 10月
9月4日、スタージョンは5回目の哨戒でソロモン諸島中部海域に向かった。9月11日にブーゲンビル島西方、モノ島およびショートランド諸島海域で哨戒を開始し、ラバウルとブカ島およびファイシ島の間を行き交う敵船の探索を行った。9月14日には南緯06度48分 東経154度42分 / 南緯6.800度 東経154.700度の地点で、峯風型駆逐艦と神風型駆逐艦と思しき艦艇に護衛され18ノットで航行する大型貨物船に対して4本の魚雷を発射したが全弾が外れた。2日後の9月16日夜には南緯05度28分 東経152度58分 / 南緯5.467度 東経152.967度のファイシ島近海で2隻の大型タンカーに対して雷撃を行い、2本命中させた。10月1日朝、スタージョンは南緯05度51分 東経153度18分 / 南緯5.850度 東経153.300度の地点で青葉型重巡洋艦と、護衛を伴って航行中の特設航空機運搬艦葛城丸（国際汽船、8,033トン）を続けさまに観測する。スタージョンは葛城丸に対して4本の魚雷を発射し、うち3本を命中させて撃沈した。護衛艦はしばらくの間爆雷攻撃を行い、その後生存者の救助に向かった。スタージョンはテテパレ島南方に移動し同海域での哨戒を継続した。10月25日、スタージョンは51日間の行動を終えてブリスベンに帰投した。

### 第6の哨戒 1942年11月 - 1943年1月
11月15日、スタージョンは6回目の哨戒でトラック諸島方面に向かった。11月30日に哨戒海域に到着。12月6日、スタージョンは北緯08度14分 東経149度15分 / 北緯8.233度 東経149.250度のモガミ・バンク近海で輸送船団に対して4本の魚雷を発射し1つの命中を観測する。12月9日および18日にも敵艦に対して攻撃を行うが、いずれも成功しなかった。スタージョンは12月25日に哨戒海域を離脱。1943年1月4日、スタージョンは51日間の行動を終えて真珠湾に帰投。その後は1月14日から5月11日までハンターズ・ポイント海軍造船所でオーバーホールが行われた。

### 第7、第8の哨戒 1943年6月 - 10月

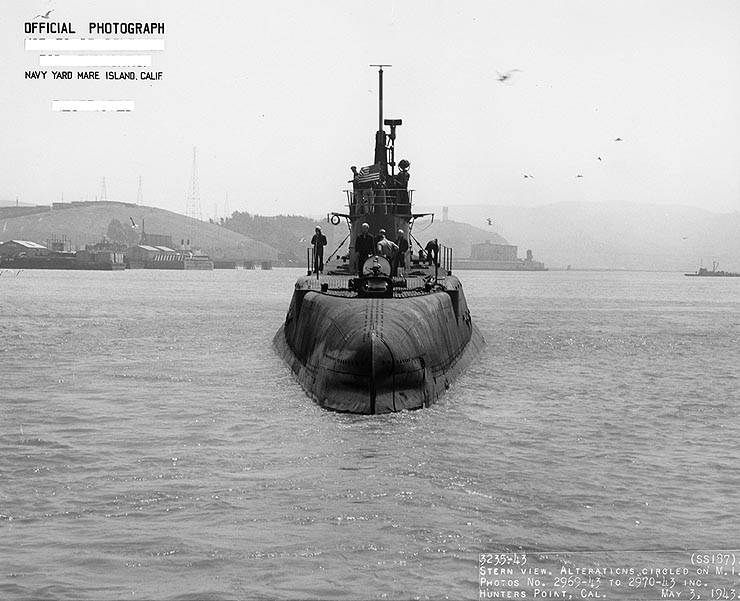
スタージョンの後部（1943年5月3日）

6月12日、スタージョンは7回目の哨戒で日本近海に向かった。ミッドウェー島で補給の後、6月29日に室戸岬沖の哨戒海域に到着した。スタージョンはこの哨戒で千歳型水上機母艦や航空母艦、重巡洋艦と推定される大型艦を含む7つの目標を観測したが、攻撃を行うことが出来たのは1つのみであった。7月1日昼ごろ、スタージョンは紀伊水道江須崎沖で貨物船に対して放射状に魚雷を3本発射。2つの命中音を観測し損傷を与えたと判断されたが、これは目標をかすめて陸に命中した音だった。攻撃後、スタージョンは敷設艇新井埼や特設掃海艇第三江口丸（日本近海汽船、198トン）による爆雷攻撃を受けたが、被害はなかった。8月2日、スタージョンは51日間の行動を終えてミッドウェー島に帰投。艦長がカールトン・L・マーフィー・ジュニア少佐（アナポリス1932年組）に代わった。
8月29日、スタージョンは8回目の哨戒で東シナ海、台湾近海および南西諸島方面に向かった。台湾近海で輸送船団を始め独航のタンカー、貨物船および病院船などを観測したものの、前回同様目立った戦果を挙げることは出来なかった。スタージョンは帰途、ミッドウェー島に寄港した。10月27日、スタージョンは59日間の行動を終えて真珠湾に帰投した。

### 第9の哨戒 1943年12月 - 1944年1月
12月13日、スタージョンは9回目の哨戒で日本近海に向かった。1944年1月11日、スタージョンは北緯32度31分 東経131度54分 / 北緯32.517度 東経131.900度の足摺岬西南西海域で、佐伯からパラオに向かうオ105船団を発見。重なった目標を発見し4本の魚雷を発射、船団一番船の陸軍船えりゐ丸（南洋海運、5,493トン）を撃沈。爆雷攻撃を回避するため深深度に潜り、船団への再度の攻撃を行うことは出来なかった。オ105船団はすぐさま佐伯に引き返した。5日後の1月16日、スタージョンは北緯32度15分 東経132度29分 / 北緯32.250度 東経132.483度の沖の島西方海域で、ウェーク島に対する第2次輸送作戦に従事中の特設巡洋艦赤城丸（日本郵船、7,389トン）と、護衛の駆逐艦初月と涼月を発見。各目標に対する4つの命中音を観測し、敵艦からの反撃で潜航を強いられ、18時55分に海域を離脱した。スタージョンが発射した魚雷は、2本が涼月の前部と後部に命中し、涼月は前部は60番フレームより前が火薬庫の誘爆により四散し、後部も118番フレームから後ろが大破切断され、駆逐隊司令、艦長以下戦死者多数を出した。涼月はこれほどの被害を受けたものの沈没せず、やがて宿毛湾、次いで呉海軍工廠に曳航されていった。1月24日には北緯32度39分 東経134度00分 / 北緯32.650度 東経134.000度の地点でフ203船団を発見し、2度の攻撃を行う。最初の攻撃で敵艦に対して1発命中させ、2度目の攻撃では陸軍船朝鮮丸（大阪商船、3,110トン）を撃沈した。2日後、2隻の貨物船に対して攻撃を行うが戦果を挙げることは無かった。この時期、スタージョンや近海にいた僚艦の活躍は目覚しく、日本側は被害続出のため、パラオ行き船団のルートは豊後水道を通過する直行ルートを放棄し九州西岸や台湾を経由するルートへ変更するに至った。スタージョンは帰途、ミッドウェー島に寄港。2月6日、スタージョンは55日間の行動を終えて真珠湾に帰投。修理を受けた。

### 第10の哨戒 1944年4月 - 5月
4月8日、スタージョンは10回目の哨戒で小笠原諸島方面に向かった。この哨戒では、南鳥島を攻撃する空母艦載機部隊の支援任務も含まれた。5月10日、スタージョンは父島北西海域で第4510船団を発見。陸軍船青龍丸（大阪商船、1,905トン）に対して魚雷を発射。しかし、この攻撃は回避された。スタージョンは護衛艦と敵機の攻撃を回避するため潜航し、潜望鏡深度まで浮上し翌朝まで船団を追跡。翌11日未明、北緯29度50分 東経141度50分 / 北緯29.833度 東経141.833度の鳥島近海で2度目の攻撃を行い、青龍丸に対して4本の魚雷を発射した。2分の間に3つが青龍丸に命中。青龍丸は間もなく沈没した。スタージョンは回頭し、前部発射管の魚雷を他の船に発射した。2発が命中し、目標は煙を上げて停止しているように見えたが、実際には回避されていた。その後は航空機部隊の護衛を5月20日に始め、3名のパイロットを救助した。5月26日、スタージョンは50日間の行動を終えてミッドウェー島に帰投した。

### 第11の哨戒 1944年6月 - 8月
6月10日、スタージョンは11回目の哨戒で日本近海、南西諸島方面に向かった。この哨戒における攻撃価値のある敵との接触は2回のみであり、それらは厳重に護衛されていた。最初の接触は6月29日朝、北緯27度42分 東経129度05分 / 北緯27.700度 東経129.083度の徳之島南東海域でタカ412船団（12隻）を発見。大型船に対して4本の魚雷が発射され、陸軍船富山丸（大洋興業、7,089トン）の左舷にすべて命中。富山丸は積載していたガソリンが激しく炎上し、間もなく2つに折れて沈没した。7月3日には、北緯28度53分 東経129度51分 / 北緯28.883度 東経129.850度の名瀬北東海域で、古仁屋を出航し鹿児島に向かいつつあったタカ604船団（5隻）を発見。船団は航空機および数多くの小型艦によって護衛されていた。スタージョンは陸軍船大倫丸（大阪商船、6,862トン）の船首付近を通過し、これを見た大倫丸の砲員が砲撃を開始し、体当たりの態勢に持ち込もうとした。スタージョンはこれをかわして魚雷を4本発射。うち3本が命中し、大倫丸は船首が吹き飛び、側面に大きな穴が開いた末、右舷に傾いて沈没した。スタージョンは深深度潜航し、およそ196発の爆雷および爆弾を回避した。護衛艦は流出した油混じりの海水を、「撃沈」した証しとしてバケツにすくって引き上げた。8月5日、スタージョンは55日間の行動を終えて真珠湾に帰投。これがスタージョンの最後の哨戒となった。

### 訓練艦・戦後
スタージョンはオーバーホールのためカリフォルニアに向かい、8月15日にサンフランシスコに到着した。1944年12月31日、サンディエゴに移動し1945年1月5日に東海岸に向けて出航する。1月26日にニューロンドンに到着し、第1潜水戦隊に配属された。スタージョンはブロックアイランド・サウンドで訓練艦任務に10月25日まで従事し、10月30日にボストン海軍工廠に入渠、1945年11月15日に退役した。スタージョンは1948年4月30日に除籍され、6月12日にスクラップとしてニューヨークのインターステート・メタルズ株式会社に売却された。
スタージョンは第二次世界大戦の戦功で10個の従軍星章を受章した。